# العلاقات الإكوادورية التشيلية
العلاقات الإكوادورية التشيلية هي العلاقات الثنائية التي تجمع بين الإكوادور وتشيلي.

## مقارنة بين البلدين
هذه مقارنة عامة ومرجعية للدولتين:
| وجه المقارنة                                              | الإكوادور                      | تشيلي                         |
| --------------------------------------------------------- | ------------------------------ | ----------------------------- |
| المساحة (كم2)                                             | 283.56 ألف                     | 756.10 ألف                    |
| عدد السكان (نسمة)                                         | 16.62 مليون                    | 17.37 مليون                   |
| الكثافة السكانية (ن./كم²)                                 | 58.61                          | 22.97                         |
| العاصمة                                                   | كيتو                           | سانتياغو                      |
| اللغة الرسمية                                             | اللغة الإسبانية، كيشوا ‏، شوار ‏ | اللغة الإسبانية               |
| العملة                                                    | دولار أمريكي، سوكري إكوادوري   | بيزو تشيلي، وحدة حساب تشيلية ‏ |
| الناتج المحلي الإجمالي (بليون دولار)                      | 103.06 مليار                   | 277.08 مليار                  |
| الناتج المحلي الإجمالي (تعادل القوة الشرائية) بليون دولار | 185.24 مليار                   | 419.39 مليار                  |
| الناتج المحلي الإجمالي الاسمي للفرد دولار أمريكي          | 6.21 ألف                       | 13.42 ألف                     |
| الناتج المحلي الإجمالي للفرد دولار أمريكي                 | 11.37 ألف                      | 22.07 ألف                     |
| مؤشر التنمية البشرية                                      | 0.746                          | 0.832                         |
| رمز المكالمات الدولي                                      | +593                           | +56                           |
| رمز الإنترنت                                              | .ec                            | .cl                           |
| المنطقة الزمنية                                           | 00                             | 00، 00، 00، 00                |

## مدن متوأمة
في ما يلي قائمة باتفاقيات التوأمة بين مدن إكوادورية وتشيلية:
- ترتبط كوينكا مع كونثبثيون باتفاقية توأمة منذ 20 أبريل 1993.
- ترتبط إيبارا مع كالاما باتفاقية توأمة.
- ترتبط تولكان مع أريكا باتفاقية توأمة.
- ترتبط غواياكيل مع كونثبثيون باتفاقية توأمة منذ 2001.
- ترتبط أمباتو مع أنتوفاغاستا باتفاقية توأمة.

## منظمات دولية مشتركة
يشترك البلدان في عضوية مجموعة من المنظمات الدولية، منها:
| علم المنظمة | اسم المنظمة                                                          | تاريخ انضمام الإكوادور | تاريخ انضمام تشيلي |
| ----------- | -------------------------------------------------------------------- | ---------------------- | ------------------ |
|             | وكالة ضمان الاستثمار متعدد الأطراف                                   | 12 أبريل 1988          | 12 أبريل 1988      |
|             | الأمم المتحدة                                                        | 21 ديسمبر 1945         | 24 أكتوبر 1945     |
|             | وكالة حظر الأسلحة النووية في أمريكا اللاتينية ومنطقة البحر الكاريبي ‏ | ?                      | ?                  |
|             | الفريق المعني برصد الأرض                                             | ?                      | ?                  |
|             | منظمة حظر الأسلحة الكيميائية                                         | ?                      | ?                  |
|             | منظمة التجارة العالمية                                               | ?                      | ?                  |
|             | منظمة الشرطة الجنائية الدولية                                        | ?                      | ?                  |
|             | اتحاد دول أمريكا الجنوبية                                            | ?                      | ?                  |
|             | مؤسسة التنمية الدولية                                                | 7 نوفمبر 1961          | 30 ديسمبر 1960     |
|             | يونسكو                                                               | 22 يناير 1947          | 7 يوليو 1953       |
|             | الاتحاد البريدي العالمي                                              | ?                      | ?                  |
|             | مجموعة دول الأنديز                                                   | ?                      | ?                  |
|             | البنك الدولي للإنشاء والتعمير                                        | 28 ديسمبر 1945         | 31 ديسمبر 1945     |
|             | المنظمة الهيدروغرافية الدولية                                        | ?                      | ?                  |
|             | الاتحاد الدولي للاتصالات                                             | 17 أبريل 1920          | 1908               |
|             | مؤسسة التمويل الدولية                                                | 20 يوليو 1956          | 15 أبريل 1957      |

## وصلات خارجية
- موقع وزارة الخارجية الإكوادورية
- موقع وزارة الخارجية التشيلية